# 乙胺丁醇
乙胺丁醇（INN：ethambutol，簡稱為EMB，或是E）是一種主要用於治療結核病的藥物，通常與其他治療結核病藥物，例如異煙肼、利福平和吡嗪醯胺合併使用（例如組成複方藥乙胺丁醇/異煙肼/吡嗪醯胺/利福平）。此藥物也可用於治療鳥分枝桿菌複合體和堪薩斯分枝桿菌的感染（最常見的症狀是肺部感染）。此藥物經由口服方式給藥。
使用後常見的副作用有視力問題、關節痛、噁心、頭痛和疲倦感。其他副作用有肝臟問題和過敏反應。不建議患有視神經炎、嚴重腎臟問題或五歲以下的個體使用。尚未發現個體於懷孕時使用對於胎兒，或是母乳哺育期間使用對於嬰兒會造成傷害。美國食品藥物管理局（FDA）已對個體於懷孕期間使用，對胎兒眼睛的可能影響表示擔憂。乙胺丁醇被認為是透過干擾病原細菌的代謝來發揮作用。
乙胺丁醇於1961年由美國氰胺公司（於2009年併入輝瑞製藥旗下）的來得里實驗室（Lederle Laboratories）發現。它已列入世界衛生組織基本藥物標準清單之中，市面上有其通用名藥物流通。

## 手性和生物活性
乙胺丁醇在其結構中包含兩個結構對稱的手性中心，並以三種立體異構形式存在，即兩種對映異構 - (+)-(S,S)-乙胺丁醇和(−)-(R ,R)-乙胺丁醇，以及稱為內消旋化合物的非手性立體異構體形式。 (S,S)-(+)-乙胺丁醇是強效、選擇性抗結核藥物。這是一種以單手性形式引入臨床老藥的典型例子。此對映體的效力分別比 (−)-(R,R)-乙胺丁醇和內消旋形式強500倍和12倍。而在另一方面，就藥物的主要副作用 - 視神經炎方面，所有三種異構體的效力相同。藥物毒性與治療劑量和持續時間有關聯。鑑於(S,S)-對映異構體具有更佳的藥理活性與選擇性，它在治療中的風險效益比遠優於其他異構體，因此受到青睞。

## 醫療用途
乙胺丁醇與其他藥物一起用於治療多種感染，包括有：結核病菌、鳥分枝桿菌複合體和堪薩斯分枝桿菌。

## 不良影響
- 視神經炎[12]（因此六歲以下兒童禁用）
- 紅綠色盲[13][14]服用乙胺丁醇的人應監測其視力和顏色辨別力的變化。[13]
- 關節痛
- 高尿酸血症
- 垂直眼球震顫
- 皮疹[15]

## 作用機轉
乙胺丁醇對活躍生長的結核桿菌具有抑菌作用。作用機轉為阻礙細胞壁形成。分枝菌酸附著在阿拉伯半乳聚醣D-阿拉伯糖殘基的5'-羥基上，並在細胞壁中形成分枝菌基-阿拉伯半乳聚醣-肽聚醣複合物。它透過抑制阿拉伯糖基轉移酶來破壞阿拉伯半乳聚醣的合成。阿拉伯半乳聚醣合成遭破壞後，此複合物的形成受到抑制，導致細胞壁通透性增加。

## 藥物動力學
口服乙胺丁醇鹽酸鹽後，約75-80%的藥物會迅速經由消化道吸收。同時攝入食物不會顯著影響藥物吸收。可迅速（2-4小時）分布至身體各部位的組織和體液。乙胺丁醇的50%以原形藥物經尿液排出，8-15%以無活性代謝物形式排出。20-22%的劑量以原形藥物經糞便排出。

## 外部連結
- . Medicine Plus.   [2022-05-15]. （原始内容存档于2008-10-01）.
- . Drug Information Portal. U.S. National Library of Medicine.   [2022-05-15]. （原始内容存档于2020-10-20）.